# Iyokan
Cet article concerne l'agrume Iyokan. Pour l'agrume Yuge hyōkan, voir Yuge hyōkan. Pour les autres significations, voir Iyo (homonymie).
Espèce
Classification APG III (2009)
Iyokan (Citrus iyo) est un agrume japonais de la famille des Rutacées. Son fruit et l'arbre portent le même nom en japonais hiragana いよかん, katakana イヨカン (iyokan), ce nom est employé dans toutes les langues y compris le chinois qui l'écrit comme le japonais 伊予柑. 
Il s'agit d'un hybride naturel de Kaikoukan (Citrus maxima pollinisé par C. reticulata Kunenbo-A) pollinisé par la mandarine américaine C. reticulata Dancy, en quoi il est proche parent de Sanbokan (Citrus sulcata). Il est traditionnellement classé dans les tangors même sans ascendant d'orange (Kunenbo A présente un cytotype C07 de type orange douce).

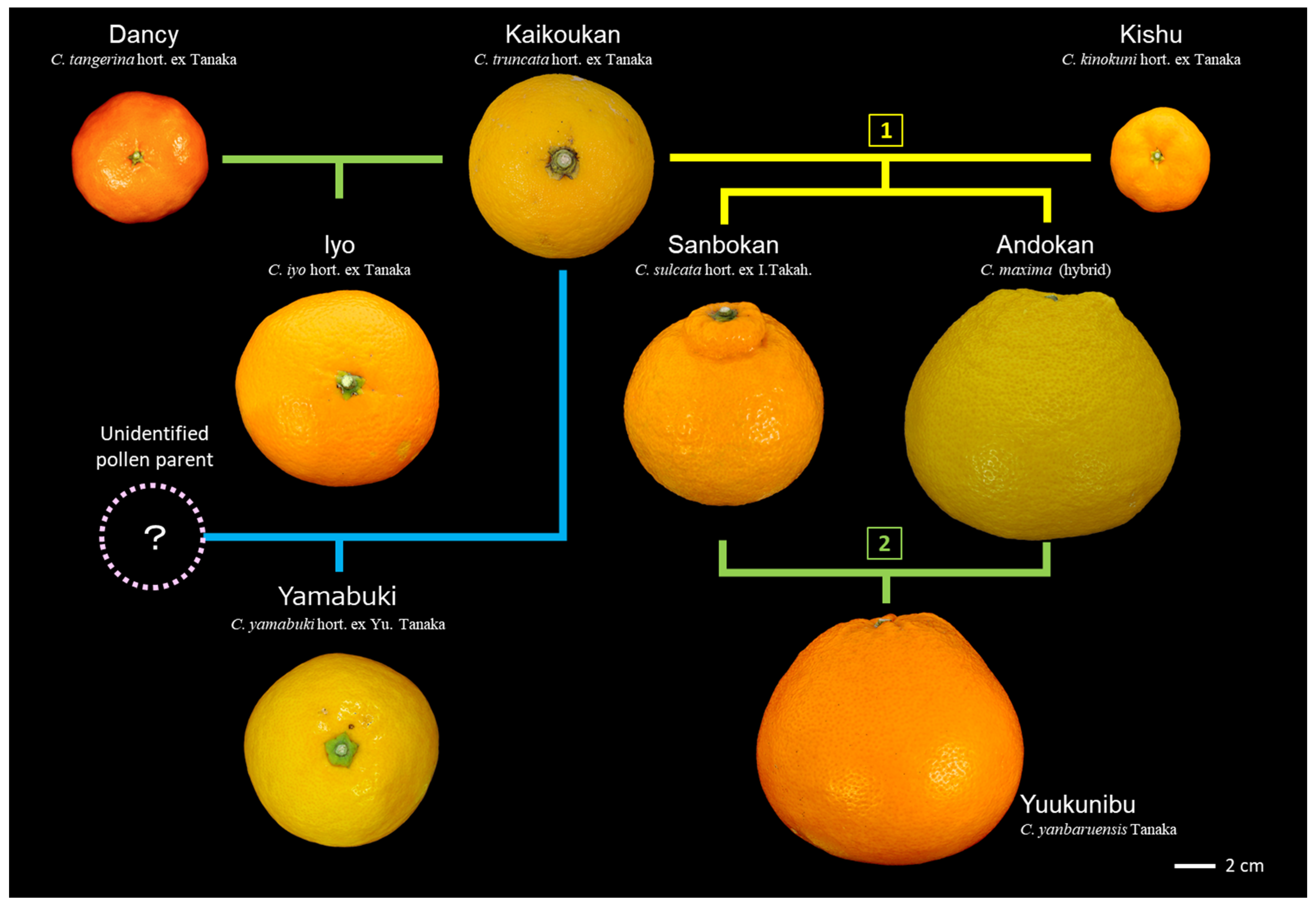
Ascendance du iyokan (Shimizu 2022)

Il est cultivé dans le sud du Japon et en Chine principalement au Zhejiang[réf. nécessaire].

## Dénomination
Les premiers iyokan cultivés à Matsuyama étaient nommés あなどみかん ou 穴門みかん (Anado mikan) mandarine Anado, le nom de iyokan (agrume de Iyo) est utilisé à partir de 1945 par le producteurs de Ehimé, Iyo est une ville de cette Préfecture.
宮内伊予柑 (Miyauchi Iyokan) est un nom de cultivar dont la version à peau rouge (2003) porte le nom de  弥生紅  やよいべに） (Yayoi beni), 大谷伊予柑 (Ōtani iyokan) est le nom du cultivar à peau brillante. Il existe plusieurs marques de iyokan 沢田伊予柑 (sawada iyokan), 山田伊予柑 (yamada iyomikan), 野本伊予柑 (nomoto iyomikan).
Le iyokan ne doit pas être confondu avec Yuge hyōkan: 弓削瓢柑（ゆげひょうかん) (yu-ge hyōkan) souvent abrégé en ょうかん (youkan) phonétiquement proche, rare agrume tardif (Citrus ampullacea) proche de C. maxima.

## Histoire

### Variété phénotypique

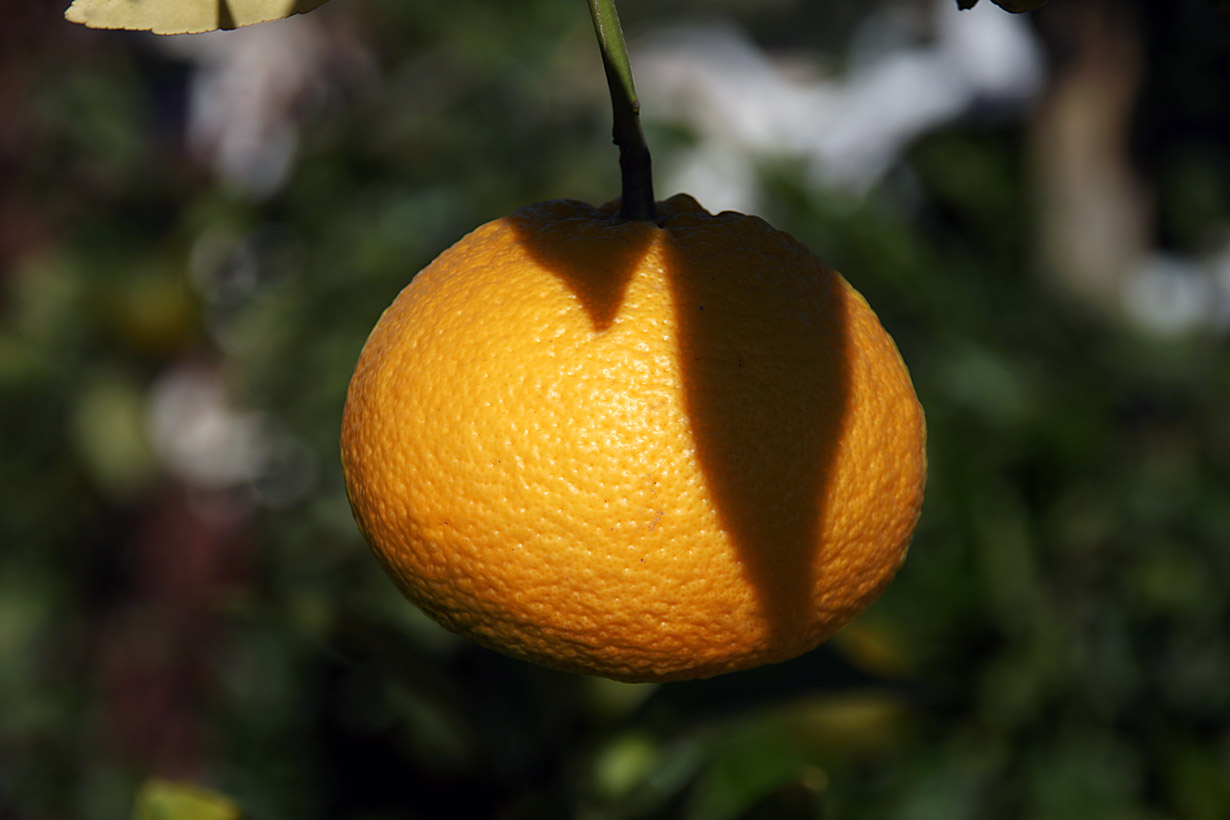
Iyokan sur l'arbre, forme aplatie due à son ascendance de mandarinier

Le iyokan serait est un semis heureux provenant du jardin de Masaji Nakamura à Hagi, préfecture de Yamaguchi en 1890. L'hétérozygotie du iyokan s'exprime par une forte variété de phénotypes, y compris des fruits hétérogènes. Il existe 3 cultivars en culture le premier est Miyauchi, et les deux autres sont deux de ses mutants naturels, Otani et Matsuyama.
- Le Cultivar Miyauchi Iyokan est une sélection enregistrée au Japon en 1966 par Yoshimasa Miyauchi, à Hirata, ville de Matsuyama, préfecture de Ehime[réf. nécessaire]. Le fruit pèse en moyenne 260 g.
- Otani Iyo est originaire d'Otani, ville de Yoshida, préfecture d'Aichi, au Japon. Il a été enregistré en 1980, le fruit est aplati et pèse entre 230 et 250 g[6].
- En 1974, Mitsuo Kitsuguchi de Matsuyama, préfecture de Ehimé au Japon, a obtenu la mutant Katsuyama qui a été enregistrée en novembre 1987 comme 勝山伊予柑 Katsuyama Iyo[6].

Hors d'Asie, la collection University of California Riverside - Givaudan possède les cultivars Miyauchi et Iyomikan (probablement Matsuyama Iyo). Ces deux cultivars ont été introduits en Europe en 2020 par la quarantaine française (Anses).

### Production
Sa culture commerciale commence vers 1970. L'Encyclopédie illustrée des fruits (Tokyo, 2016) montre un cycle de vie commerciale du iyokan au Japon en parabole avec 20 800 t à l'origine, une montée en production remarquable pour atteindre un sommet de 230 000 t en 1992, puis un effondrement avec 30 000 t en 2018 (Ehime 27 000 t, Saga et Wakayama 750 t). Pendant la période 1970-2012 iyokan était de loin le tangor le plus cultivé au Japon (mais loin derrière les mikan), place qu'il cède en 2013 au dékopon.  

Chaque année en février Ehime soutient les ventes de iyokan par l'envoi à travers le Japon d'ambassadrices (de charme) du iyokan vêtues d'un bel oranger couleur iyokan, mascotte et force corbeille de iyokan.

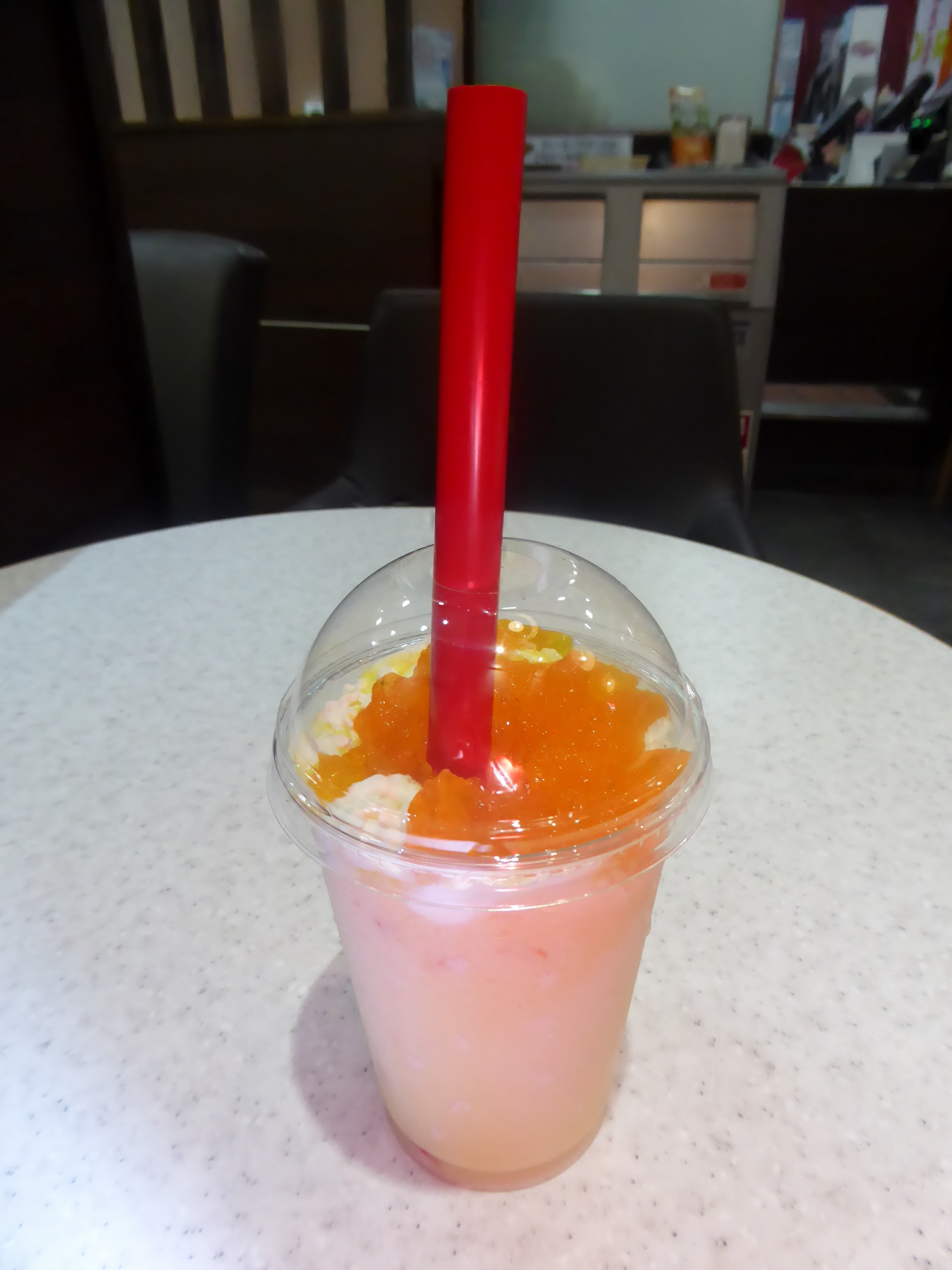
glace au iyokan

## Description

### du fruit
Le fruit est lourd (220 à 280 g), d'un diamètre d'environ 8 cm, maturité janvier, février. Il n'est pas spécialement facile à peler quand on le compare aux générations actuelles sélectionnées à Ehime, et il a quelques pépins. Il doit son succès à sa belle couleur oranger vif, et son ascendance C. Maxima s'exprime par une nuance aigre-doux qui balance sa douceur moyennement sucré (degré Brix autour de 12), le gout est agréable. L'aspect aigre peut devenir un défaut sensible en cas de dégâts du gel.
Il est très juteux et riche en vitamine C (35 mg pour 100 g à comparer à 50 mg pour 100 g pour l'orange). On trouve le plus souvent au Japon le iyokan sous forme de jus de fruit. Iyokan est décrit comme un agrume polyvalent doux et juteux.  
Il existe une version de la crêpe Suzette à la marmelade de iyokan («C'était vraiment délicieux» dit l'auteure), on en fait aussi des orangettes confites au sucre. 
Un bon signe, un signe prémonitoire favorable se dit いい予感 (Ī yokan). A Ehimé on associe le iyokan à bonne chance, prendre un bain où flottent des iyokan est un porte bonheur, présage de réussite aux examens, on offre des iyokan avant les épreuves.  

### de l'arbre
La vigueur est modérée, l'arbre a la petite taille d'un mandarinier satsuma, les entre-nœuds sont courts, les branches et les feuilles sont denses, la floraison précoce. Un sol pauvre peut amener une coloration et une maturité tardives des fruits.

## Huile essentielle
Masayoshi Sawamura (2011) classe l'huile essentielle de iyokan dans le groupe des oranges douces, Milind Ladaniya (2010) lui donne un statut à part à cause de sa richesse en aldéhydes et en esters aromatiques. Hiroi identifie 52 composés en 1973, Keiko Uchida (1983) en identifie 5, montre son évolution durant le stockage et donne les constituants spécifiques. Au Japon la très faible production est extraite par hydrodistillation (en phase vapeur) et son parfum est décrit comme fort, un peu plus aigre que celui de l'orange.

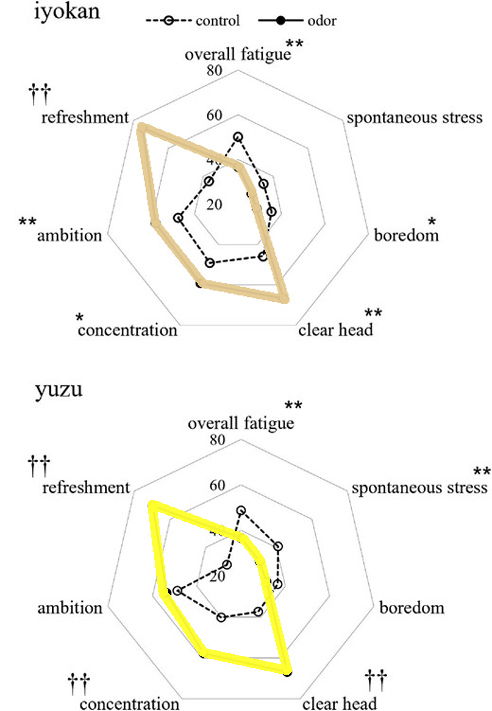
L'HE de iyokan (en haut) réduit le sentiment de fatigue, de stress et d'ennui et augmente la sensation d'esprit clair, de concentration, ambition et de fraicheur. L'HE de yuzu (en bas) diminue plus nettement les sentiments négatifs.

D'après une publication japonaise (2022) l'inhalation de cette huile essentielle réduit la sensation de fatigue et augmente celle de fraicheur. En modèle murin elle une action favorable sur les cellules du cancer humain de la prostate.